# تقديم كتاب

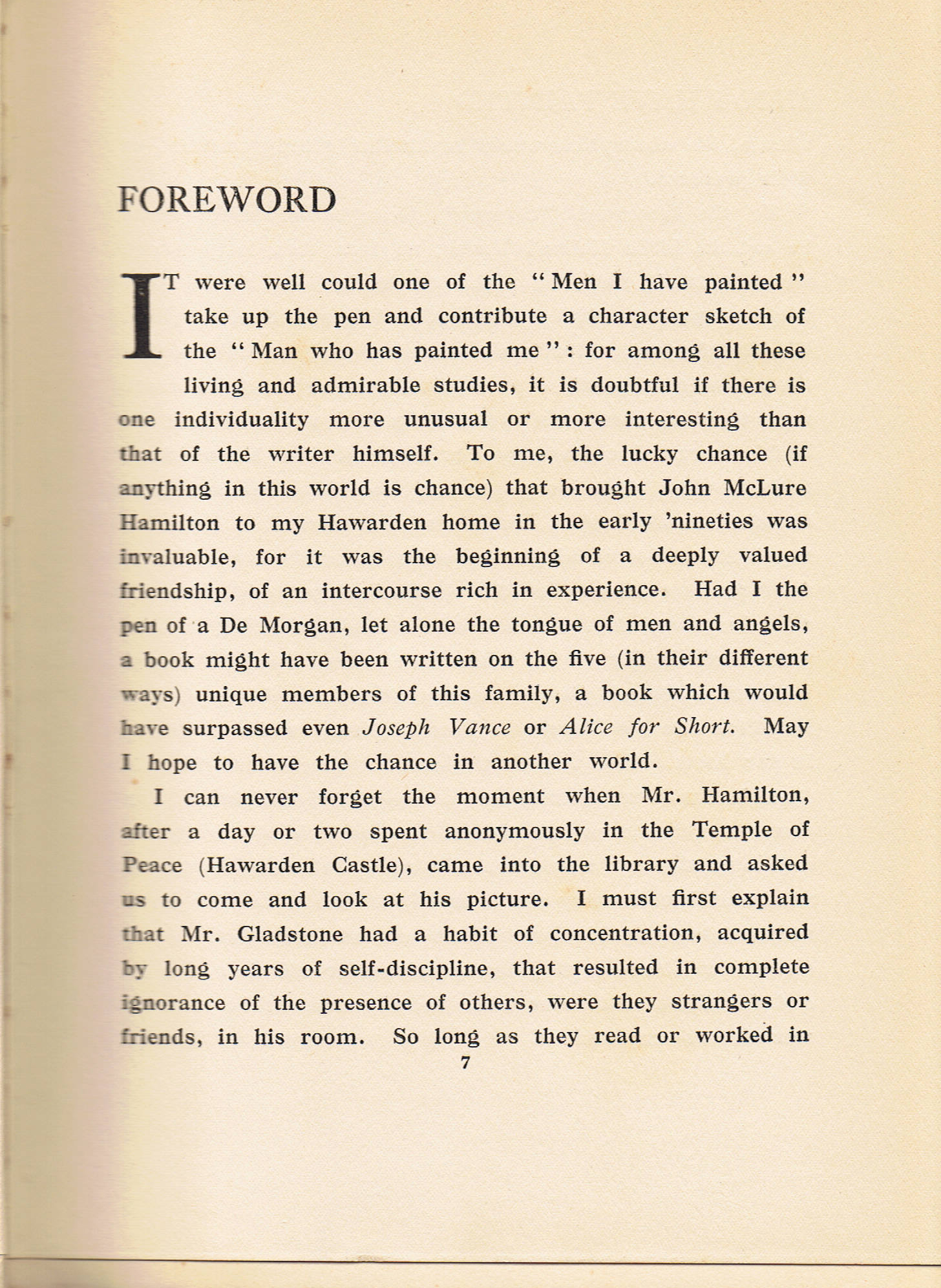
صفحة من مقدمة كتاب "Men I Have Painted" لجون مكلور هاميلتون (الصفحة 7)

تقديم الكتاب هو نص يوجد في مقدمة الكتاب و النصوص الأدبية الأخرى، والذي غالباً ما يكون مكتوباً من شخص آخر غير المؤلف.
يمكن في بعض الأحيان أن يتصدى المؤلف بذات نفسه لكتابة التقديم، ويمكن أن يشرح فيه الكاتب منشأ فكرة الكتاب، بالإضافة إلى رسائل الشكر والعرفان.